# Xel-Ha

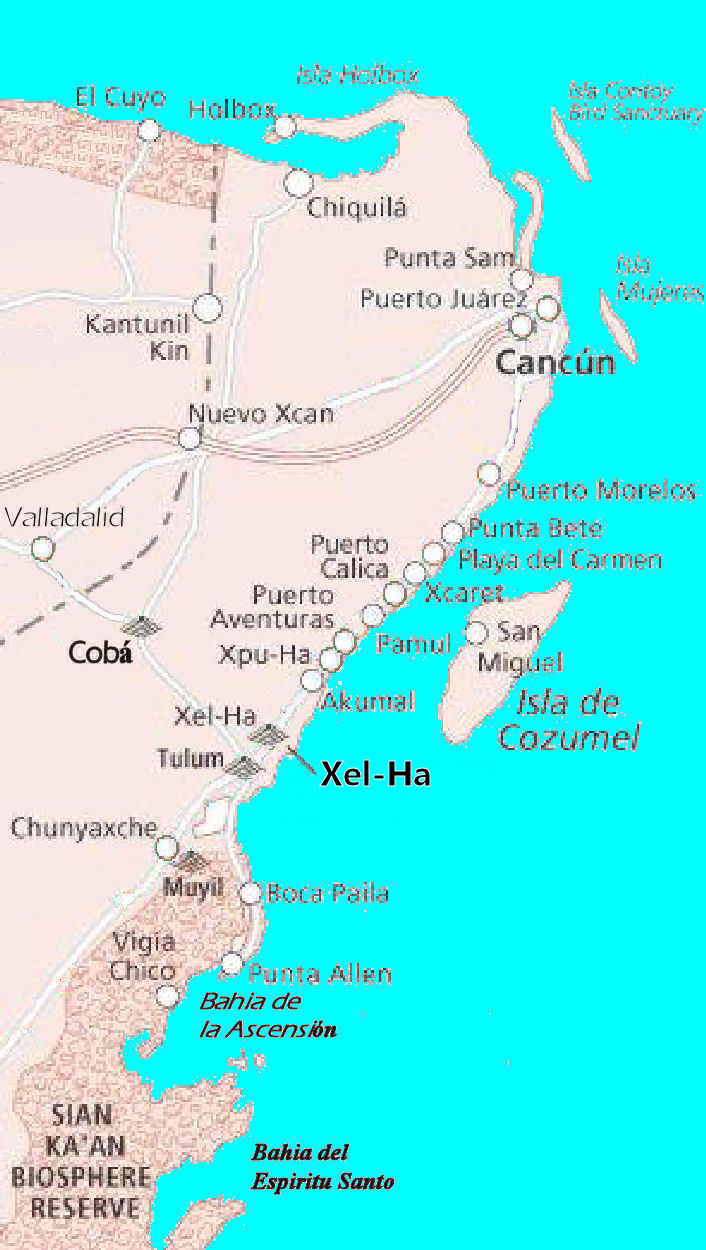
La côte nord-est de la péninsule du Yucatan au Mexique

Xel-Ha (aussi écrit Xel-Há, XelHa ou XelHá) est un site archéologique maya de la Mésoamérique précolombienne situé sur la côte est de la péninsule du Yucatan, dans l'État de Quintana Roo au Mexique.
Xel-Ha est aussi le nom du parc éco-touristique proche du site archéologique, permettant de voir dans un site naturel les paysages, la faune et la flore de la Riviera Maya.
Xel-Ha, formé des mots mayas xel signifiant « débordement » ou « vomissement » et « ha » signifiant eau, désigne donc un point de sortie des eaux, une exsurgence.

## Galerie

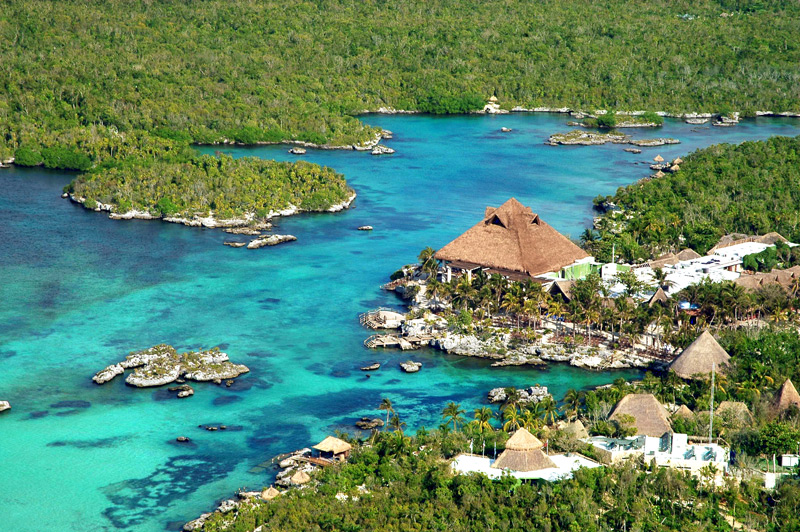
Plage de Xel-Ha
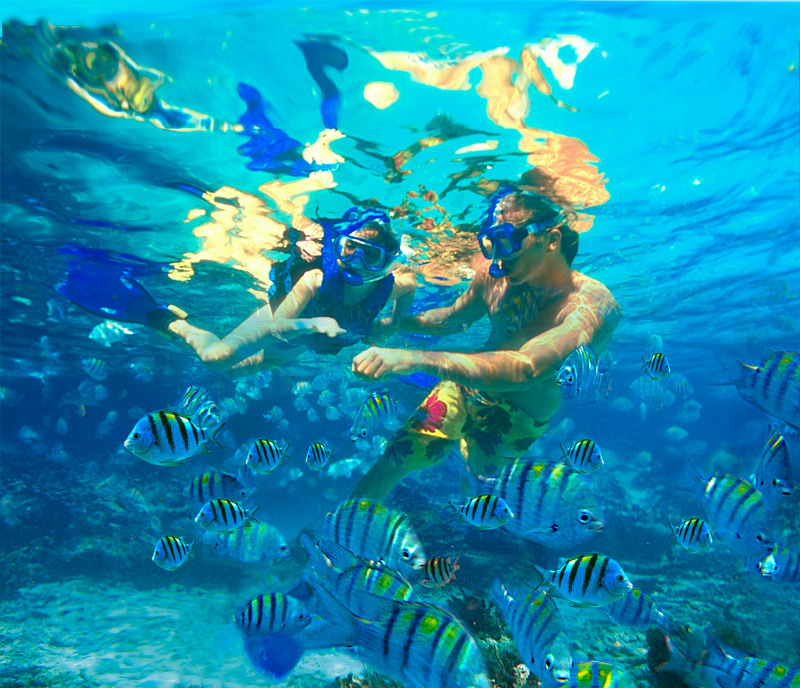
Les eaux claires de Xel-Ha